# Problema do fazendeiro, o lobo, o carneiro e a alface
O problema do fazendeiro, o lobo, o carneiro e a alface (também conhecido com outros nomes variantes como o problema do lobo, da galinha e o saco de milho, o problema da raposa, o ganso, e o saco de feijão, o problema do lobo, a cabra, e o repolho, etc.) é um  clássico quebra-cabeça de travessia de rio. Ele remonta pelo menos ao século IX, e entrou para o folclore de uma série de grupos étnicos.

## A história
Era uma vez um fazendeiro que foi ao mercado e comprou um lobo, um carneiro e uma alface. No caminho para casa, o fazendeiro chegou à margem de um rio e arrendou um barco. Mas, na travessia do rio por barco, o agricultor poderia levar apenas a si mesmo e uma única de suas compras — o lobo, o carneiro, ou a alface.
Se fossem deixados sozinhos em uma mesma margem, o lobo comeria o carneiro e o carneiro comeria a alface.
O desafio do fazendeiro é atravessar a si mesmo e as suas compras para a margem oposta do rio, deixando cada compra intacta. Como ele fará isso?

## Solução
O primeiro passo deve ser atravessar o carneiro para o outro lado do rio, pois qualquer outro resultará no carneiro ou na alface sendo comida. Quando o fazendeiro retorna para o lado original, ele tem a opção de trazer ou o lobo ou a alface. Se ele traz o lobo, ele deve retornar para trazer a alface, resultando na morte do carneiro pelo lobo. Se ele traz a alface, ele terá de voltar e trazer o lobo, o que resulta na alface sendo comida pelo carneiro. Aqui ele tem um dilema, resolvido trazendo-se o lobo (ou a alface) para o outro lado mas trazendo de volta o carneiro. Agora ele pode trazer a alface (ou o lobo) de volta, deixando o carneiro, e, finalmente, retornar para buscar o carneiro completando o transporte de suas compras.
Suas ações na solução são resumidas nas seguintes etapas:
| Viagem nº | Margem de saída                 | Viagem                | Margem de chegada               |
| --------- | ------------------------------- | --------------------- | ------------------------------- |
| (início)  | fazendeiro lobo carneiro alface |                       |                                 |
| 1         | lobo alface                     | fazendeiro carneiro → |                                 |
| 2         | lobo alface                     | ←fazendeiro           | carneiro                        |
| 3         | alface                          | fazendeiro lobo →     | carneiro                        |
| 4         | alface                          | ← fazendeiro carneiro | lobo                            |
| 5         | carneiro                        | fazendeiro alface →   | lobo                            |
| 6         | carneiro                        | ← fazendeiro          | lobo alface                     |
| 7         |                                 | fazendeiro carneiro → | lobo alface                     |
| (fim)     |                                 |                       | fazendeiro lobo carneiro alface |

ou, se levando a alface antes do lobo:
| Viagem nº | Margem de saída                 | Viagem                | Margem de chegada               |
| --------- | ------------------------------- | --------------------- | ------------------------------- |
| (início)  | fazendeiro lobo carneiro alface |                       |                                 |
| 1         | lobo alface                     | fazendeiro carneiro → |                                 |
| 2         | lobo alface                     | ←fazendeiro           | carneiro                        |
| 3         | lobo                            | fazendeiro alface →   | carneiro                        |
| 4         | lobo                            | ← fazendeiro carneiro | alface                          |
| 5         | carneiro                        | fazendeiro lobo →     | alface                          |
| 6         | carneiro                        | ← fazendeiro          | lobo alface                     |
| 7         |                                 | fazendeiro carneiro → | lobo alface                     |
| (fim)     |                                 |                       | fazendeiro lobo carneiro alface |

## Ocorrência e variações
Este quebra-cabeças é um de uma série de quebra-cabeças de travessia de rio, onde o objetivo é mover um conjunto de itens, de uma margem à outra do rio sujeito a uma série de restrições.
Na mais antiga ocorrência conhecida do problema, no manuscrito medieval Propositiones ad Acuendos Juvenes, de Alcuíno de Iorque, os três elementos são um lobo, uma cabra e um repolho. Outras variações cosméticas do quebra-cabeça também existem, como o lobo, uma ovelha e um repolho;, p. 26; a raposa, uma galinha e grãos, a raposa, um ganso e milho e a pantera, um porco, e mingau. A lógica do jogo, no qual há três elementos, A, B e C, em que nenhum dos A e B nem B  e C podem ser deixados juntos, permanece a mesma.
O quebra-cabeças foi encontrado no folclore de afro-americanos, Camarões, as Ilhas de Cabo Verde, Dinamarca, Etiópia, Gana, Itália, Rússia, Roménia, Escócia, Sudão, Uganda, Zâmbia e Zimbabwe, pp. 26–27;. Foi dado o número de índice H506.3 no índice de assuntos da literatura popular de Stith Thompson, e o ATU 1579 no sistema de classificação Aarne-Thompson-Uther.
O quebra-cabeças era um dos favoritos de Lewis Carroll, e tem sido reproduzido em várias coleções de matemática recreativa, p. 26..
Uma variação do quebra-cabeças também aparece no jogo Nintendo DS, Professor Layton and the Curious Village.
Em algumas partes da África, variações sobre o quebra-cabeça foram encontradas formulando que a embarcação pode transportar dois objetos em vez de apenas um, quando o enigma é enfraquecido. Desta forma, é possível introduzir a restrição adicional de que não há dois itens, incluindo A e C, que podem ser deixados juntos, p. 27..